# Heinrich J. Pölzl

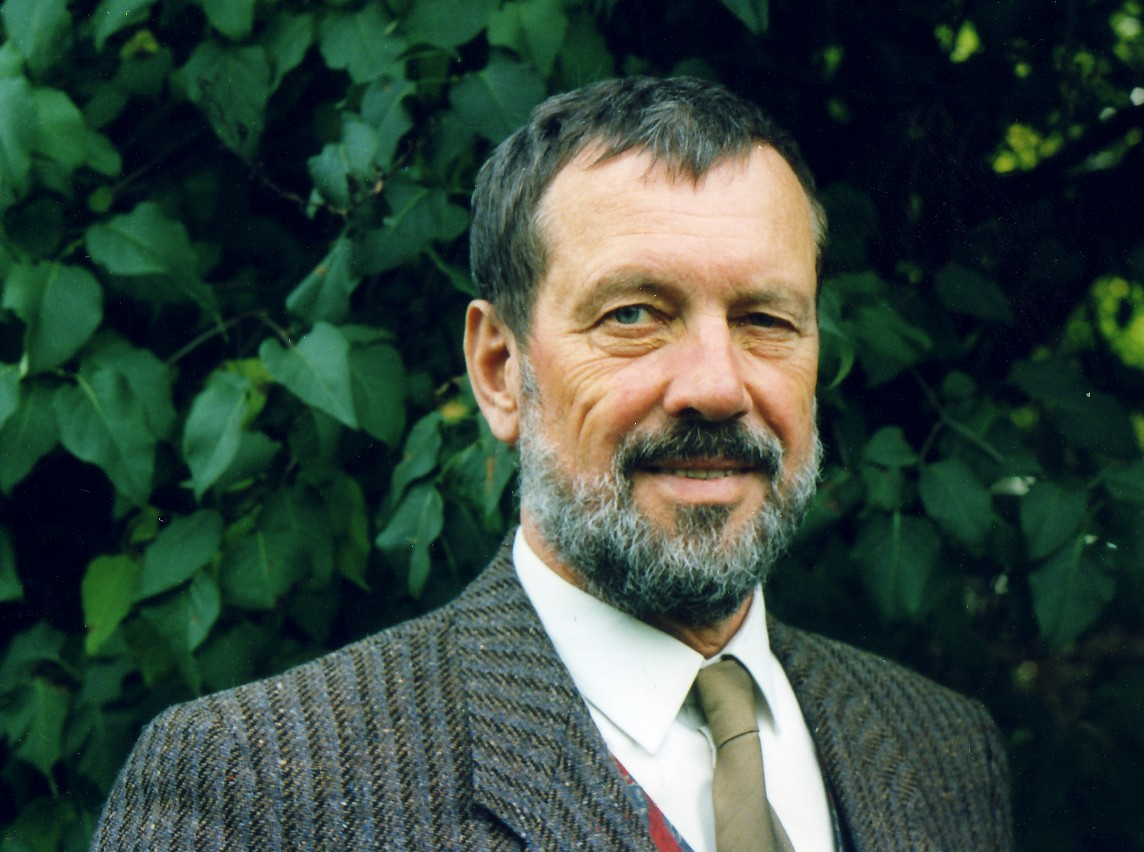
Heinrich J. Pölzl (1993)

Heinrich Johann Pölzl (* 8. Jänner 1925 in Neuberg an der Mürz; † 31. März 2016 in Graz) war ein österreichischer bildender Künstler, Kunstvermittler und -erzieher.

## Leben
Pölzl war das erste Kind von Emil Pölzl und Josefa Pölzl geb. Friesenbichler. Die Kindheit verbrachte er in Hüttenberg (Kärnten), die Gymnasialzeit im Internat in Traiskirchen, von wo er noch während der Schulzeit zum Kriegseinsatz als Funker an der finnisch-sowjetischen Grenze eingezogen wurde. Nach dem Krieg begann er Studium an der Akademie der Bildenden Künste in Wien bei Albert Paris Gütersloh. Ab 1952 war der Lebensmittelpunkt Graz. Hier unterrichtete er an der damaligen BEA (nunmehr BG/BORG Graz Liebenau) und an der Pädagogischen Hochschule Graz bis zu seiner Pensionierung 1987 Kunst und Werkerziehung. In seiner langjährigen Tätigkeit als Lehrer war nicht nur seine künstlerische Erfahrung und sein kunsthistorisches Wissen, sondern auch sein für die damalige Zeit unkonventioneller Zugang prägend für die Schüler.
Als Maler, Grafiker, Zeichner, aber auch als Kunstvermittler gehört er zu jenen Persönlichkeiten der steirischen Kunstszene, die die „Steirische Moderne“ entscheidend mitgeprägt haben. Er hinterlässt ein vielfältiges und komplexes Werk, eine umfangreiche Sammlung an Malerei, Graphik, Objekten, Skizzenbüchern sowie Arbeiten im öffentlichen Raum.
Seine Bilder wurden in zahlreichen Personalen und Gruppenausstellungen im In- und Ausland gezeigt, seine Arbeiten sind in privaten und öffentlichen Sammlungen vertreten (Albertina, BMuKK, Neue Galerie, Stadt Graz u. a.).
Heinrich J. Pölzl schloss sich der Gruppe von Maler-Kolleginnen um Günter Waldorf an, war Gründungsmitglied und dem Forum Stadtpark über Jahrzehnte verbunden. Entscheidend für die Zugehörigkeit zu dieser Gruppe waren deren Aufbruchsstimmung, das klare Bekenntnis zur Überwindung des Reaktionären, die Öffnung für internationale Kunstströmungen, das Prinzip der Mehrspartigkeit und der wechselnden Referenten. Seit Beginn im Referat für Bildende Kunst aktiv, leitete er dieses in den 70er Jahren und kuratierte zahlreiche Ausstellungen. Diese Zeit prägte sein Leben durch Kontakte und Freundschaften zu anderen Bildenden Künstlern (Günter Waldorf, Elga Maly, Hannes Schwarz, Luis Sammer, Friedrich Aduatz, Siegfried Neuburg, Gustav Zankl, Mario Decleva, Ferdinand Penker, Fritz Panzer, Peter Pongratz, Arnulf Rainer) und durch die hier stattfindende Auseinandersetzung mit Architektur, Literatur, Musik und Film.

## Schaffen
Seine abstrakte Malerei, die von konstruktivistischen Ansätzen, über lyrische Naturabstraktionen, surrealistische Bilder, architektonische Formen bis zur Kalligraphie in verschiedensten Materialien reicht, erschwert in ihrer Vielfältigkeit eindeutige Zuordnungen, jedoch sind über die Jahrzehnte formale und inhaltliche Verzahnungen erkennbar, die das Charakteristikum seiner Kunst ausmachen: Zeichensetzung und Verdichtung, Transformation und Reduktion.
Er war ein Beobachter, ein Sammler; Landschaft, Architektur und Natur waren ihm wichtige Quelle und Inspiration, sie finden sich in seinen Bildern als eruptives und narratives Spiel der Formen. Seine Bilder sind Ausdruck der Auseinandersetzung mit der Welt, aber auch Hinweis auf ein stetes Hinterfragen des eigenen Tuns, das eine Positionsbestimmung einfordert. In einem seiner Bilder findet sich der Text „Wanderer, es gibt keinen Weg. Der Weg entsteht erst durch Dein Gehen“, der treffend als Motto für sein Schaffen steht.
Anlässlich einer Personale im Künstlerhaus im Jahre 2006 schreibt Werner Fenz über die „Vielgestalt der Zeichen“, die „jenseits der schematischen Klassifizierung von ‚abstrakt‘ oder ‚gegenstandslos‘ stehen und mit ihrer spezifischen Konfiguration eine einzigartige Position in der steirischen Kunstlandschaft verkörpern. In der Formung und Verformung der alltäglichen in eine künstlerische Sicht, verschafft sich Heinrich J. Pölzl im Gehen einen oft verschlungenen Weg durch die Kunst; überzeugt davon, dass dieser durch eine Vielfalt der Zeichensprache in immer neue Richtungen führt.“

## Werke
- 1972 Wandgestaltung: Hallenbad Schladming (demoliert 1990)
- 1981 Wandmalerei: Kapelle im Landespflegezentrum Bad Radkersburg
- 1984 Wandmalerei: Kapelle im Landespflegezentrum Knittelfeld
- 1988 Altarbild Grünangerkirche, Neuberg a.d. Mürz
- 1999 Keramik-Wandrelief: Pfarrhaus Mürzzuschlag

## Auszeichnungen
- 1975 Ehrenmedaille der Stadt Graz
- 1990 Würdigungspreis des Landes Steiermark für bildende Kunst
- 2005 Großes Goldenes Ehrenzeichen des Landes Steiermark
- 2007 Österreichisches Ehrenkreuz für Wissenschaft und Kunst

## Ausstellungen (Auswahl)
- 2002 ORF-Zentrum Steiermark, Graz „Hochformat“ – Bildungshaus Retzhof, Leibnitz
- 2003 Burg Rabenstein, Frohnleiten, „Meisterwerke der Steirischen Moderne“ (Beteiligung)
- 2005 Galerie Kunst und Handel, Gerhard Sommer, Graz – Galerie Freiberger, Mürzzuschlag
- 2006 Künstlerhaus, Graz
- 2011 Galerie Vorspann/Galerija Vprega, Eisenkappel/Zelezna Kapla
- 2019 Forum Stadtpark, Graz
- 2021 Galerie Centrum, Graz